# August Hergenhahn

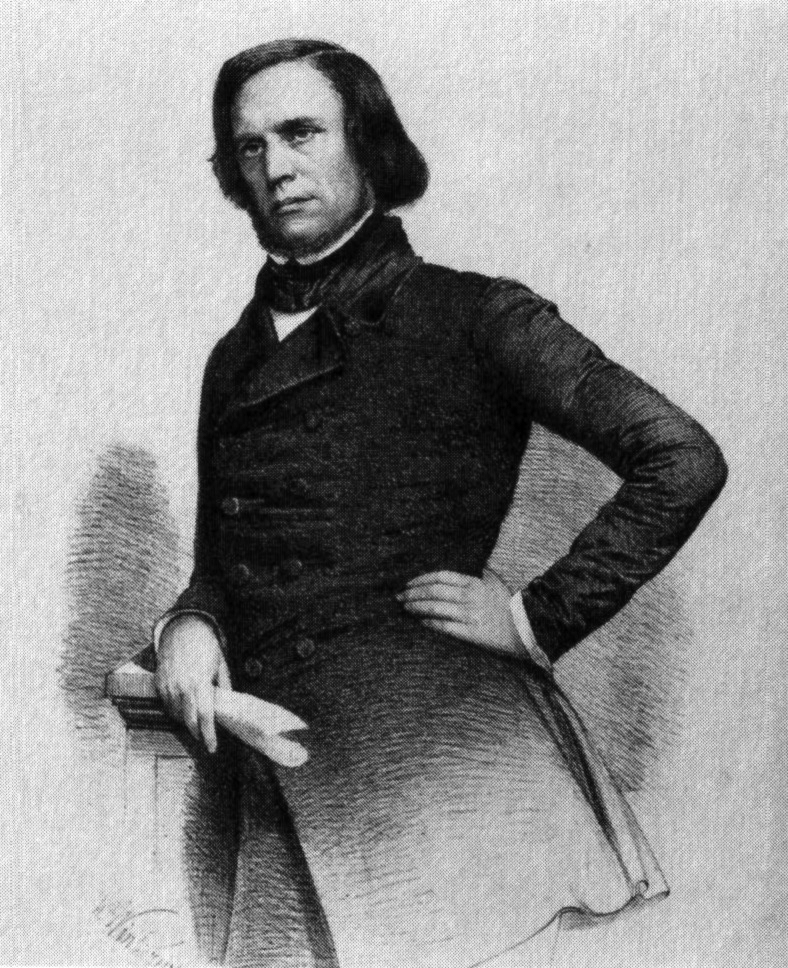
Hergenhahn in einer Lithographie von 1848

Jacob Ludwig Philipp August Franz Hergenhahn (* 16. April 1804 in Usingen; † 29. Dezember 1874 in Wiesbaden) war ein deutscher liberaler Politiker im Herzogtum Nassau.

## Leben
Seine Eltern waren der nassauische Amtmann im Amt Usingen und Justizrat Johann Carl Salomon Hergenhahn (* 17. August 1762 in Usingen; † 28. März 1806 ebenda) und dessen Ehefrau Christiane geb. Vigelius (1768–1805), eine Tochter des nassauischen Regierungspräsidenten Ludwig Wilhelm Konrad Vigelius und der Marie Christiane geb. Thilemann. Sein Bruder Carl Friedrich (1793–1868) wurde nassauischer Generalleutnant, seine Schwester Christiane Caroline (1790–1857), eine bekannte Pädagogin in Frankfurt am Main, war mit dem Publizisten August Bercht († 1861) verheiratet.
Nach dem frühen Tod seiner Eltern wurde Hergenhahn durch eine Tante, Frau Böhnig, erzogen. Von 1813 bis 1817 besuchte er das Idsteiner Gymnasium und seine Schulausbildung schloss er 1821 am Gymnasium Weilburg ab.
Nach Studium der Rechts- und Staatswissenschaften an der Georg-August-Universität Göttingen und der Ruprecht-Karls-Universität Heidelberg wurde Hergenhahn 1824 in Heidelberg promoviert. Anschließend arbeitete er am nassauischen Appellations- und Hofgericht in Usingen und Wiesbaden. Während seines Studiums schloss er sich 1822 der Alten Heidelberger Burschenschaft an.
1832 schied Hergenhahn aus politischen Gründen aus dem Staatsdienst aus und arbeitete als Anwalt in Wiesbaden. Er wurde Mitglied des Hallgartenkreises um Johann Adam von Itzstein und pflegte Kontakte zu führenden liberalen Politikern wie Hansemann, Gagern und Bassermann.
Als das Herzogtum Nassau ab 1841 eine liberale Reformpolitik erlebte, trat Hergenhahn 1841 wieder in den Staatsdienst ein und arbeitete bis 1848 am Oberappellationsgericht in Wiesbaden.
1846 wurde er für Wiesbaden in die Deputiertenversammlung des Herzogtums gewählt, deren Präsident er 1848 wurde. Kurz darauf schied er aus dem Parlament aus, da er im April 1848 Ministerpräsident der Märzregierung des Herzogtums wurde. Im September des gleichen Jahres wurde er zusätzlich zum nassauischen Bevollmächtigten bei der provisorischen Zentralgewalt berufen.
Nachdem Hergenhahn an der Heppenheimer Tagung, dem Vorparlament und an verschiedenen Volksversammlungen teilgenommen hatte und Mitglied des Fünfzigerausschusses war, wurde er am 18. Mai 1848 Abgeordneter für Wiesbaden in der Frankfurter Nationalversammlung, der er bis zum 30. Juni 1849 angehörte. In der Paulskirche zählte er zu den führenden Vertretern der Casino-Fraktion und war Mitglied in zahlreichen Ausschüssen, darunter dem Verfassungsausschuss. Im November 1848 war er kurzfristig als Reichskommissar der Zentralgewalt für Preußen aktiv, um mit der preußischen Regierung über die Reichsverfassung zu verhandeln.
Nach der Ablehnung der deutschen Kaiserwürde durch Friedrich Wilhelm IV. von Preußen sowie der Reichsverfassung durch mehrere Länder schlug Hergenhahn dem Herzog den Anschluss an das dem Parlament gegenüber ablehnende Lager vor, um auf dem Weg der Erfurter Unionsverfassung die deutsche Einheit zu verwirklichen. Um diesen Kurswechsel zu erleichtern, bat er am 7. Juni 1849 um seine Entlassung als Ministerpräsident, die Herzog Adolph annahm. Sein Nachfolger wurde Friedrich von Wintzingerode. Hergenhahn arbeitete anschließend wieder am Oberappellationsgericht. Im Juli 1849 wurde er zusätzlich Mitglied des Herausgebergremiums der Deutschen Zeitung, für die er schon seit deren Gründung als Berichterstatter aus Nassau schrieb. 1850 gehörte er dem Erfurter Unionsparlament an.
1860 wurde er Direktor des Hof- und Appellationsgerichts in Dillenburg, 1861 Direktor des Hof- und Appellationsgerichts Wiesbaden. 1863 wurde er Direktor der Nassauischen Landesbank, bevor er zwischen 1866 und 1867 nochmals in preußischem Auftrag der nassauischen Regierung vorstand. 1867 war er als Vertreter der Nationalliberalen Partei Mitglied im konstituierenden Reichstag des Norddeutschen Bundes für den Wahlkreis Wiesbaden 1 (Obertaunus – Hoechst – Usingen). 1867 wurde er Präsident des neu errichteten Appellationsgerichtes in Wiesbaden.
Hergenhahn war zunächst Mitglied der Freimaurerloge Die Freunde zur Eintracht in Mainz; 1858 gehörte er zu den Gründern der Loge Plato zur beständigen Einigkeit in Wiesbaden, in welcher er zwischen 1863 und 1866 das Amt des Meisters vom Stuhl bekleidete. Bis zu seinem Tod war er Präsident des Vereins für Nassauische Altertumskunde und Geschichtsforschung.

## Familie
Im Jahr 1829 heiratete er in Berlin Pauline Sulzer (1806–1880), eine Tochter des Kaufmanns Friedrich Georg Sulzer aus Magdeburg. Das Paar hatte vier Söhne und vier Töchter, darunter:
- August (1830–1903),  preußischer Adel 1883, Polizeipräsident in Frankfurt am Main
- Theodor (1833–1893), Oberlandesgerichtsrat in Kassel
- Caroline ⚭ Achilles Renaud (1819–1884), Professor der Rechte
- Helene ⚭ Peter Kerdyk, Kaufmann (* 1842)
- Luise ⚭ Friedrich Kyllmann (1841–1919),  Bankier

## Ehrungen

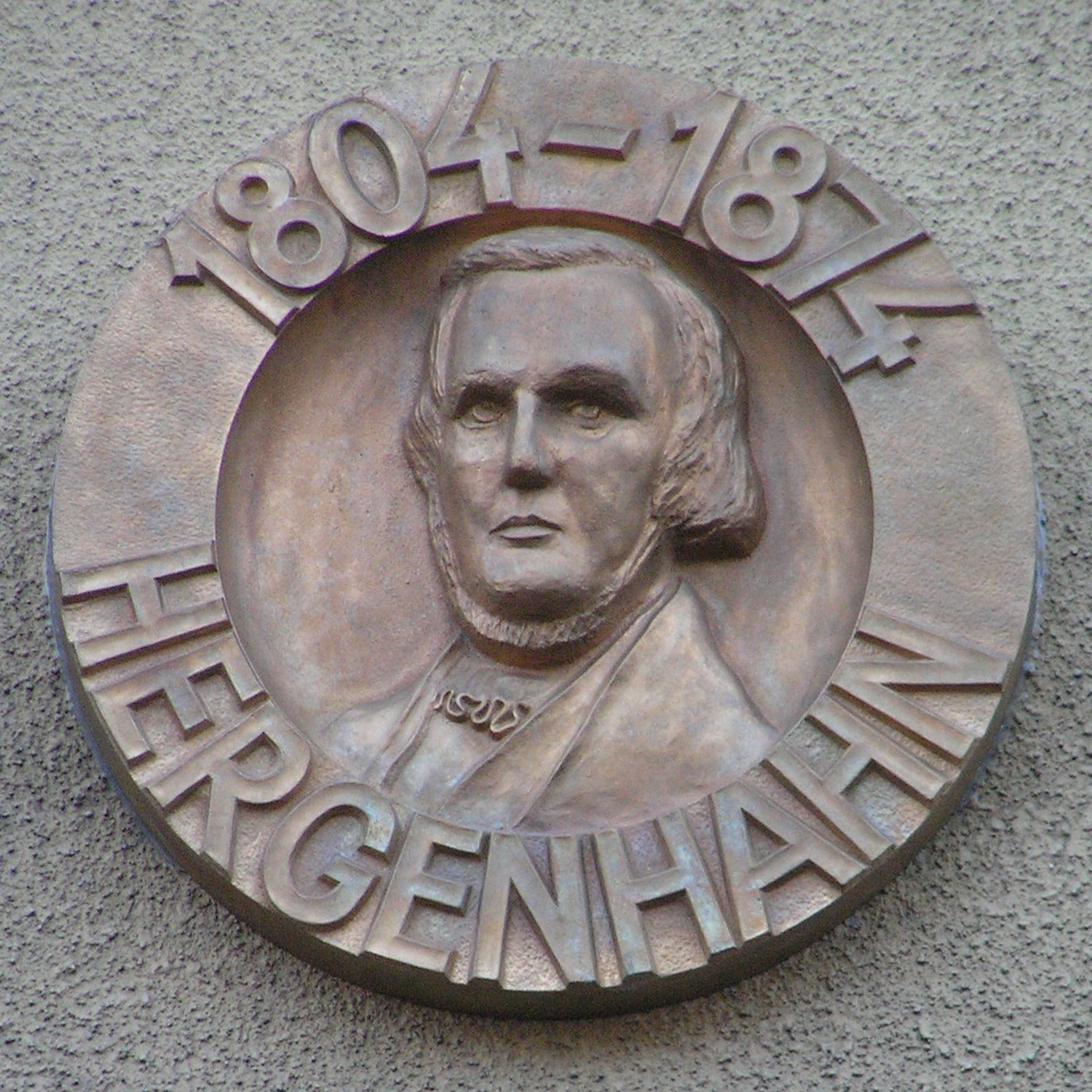
Gedenkplakette für August Hergenhahn in Usingen

Im Jahr 2007 ehrte seine Heimatstadt Usingen August Hergenhahn mit einer Plakette an seinem Geburtshaus, dem Beamtenhaus in der Obergasse 25 in Usingen. Die von Bildhauer Kurt Heinrich gestaltete Bronzemedaille hat einen Durchmesser von 65 Zentimetern und ist über dem Haupteingang angebracht.
Im Januar 2008 wurde zudem beschlossen, die Ringstraße des Neubaugebiets Schleichenbach II als „August-Hergenhahn-Ring“ zu benennen. Auf amtlichen Dokumenten, etwa dem offiziellen Stadtplan, wird die Straße inzwischen allerdings nur noch „Hergenhahnring“ geschrieben.